# Университетская клиника Королевские Винограды

Университетская клиника Королевские Винограды (чеш. Fakultní nemocnice Královské Vinohrady)
— медицинское учреждение в пражском районе Винограды, представляющее собой комплекс специализированных отделений оказывающих профилактическую, диагностическую и амбулаторную медицинскую помощь населению. Является клинической учебной базой для студентов 3-го медицинского факультета Карлова университета и аспирантуры в области биомедицины.

## История
Решение о создании больницы было принято в июле 1897 года. Открытие больницы на 103 койки состоялось 11 мая 1902 года. В 1910 году открылось инфекционное отделение, а к 1936 году в больнице было 599 коек. В 1937 году начал работу современный хирургический корпус на 219 коек.
В период Первой республики произошло развитие инфраструктуры больницы, а также установлено сотрудничество с медицинским факультетом Карлова университета.
В 1952 году открылась детская клиника, а в 1953 году больница стала учебной базой для Медицинского факультета гигиены Карлова университета. В больнице существуют специализированные отделения, такие как Клиника ожоговой медицины и Клиника пластической хирургии, которые обеспечивают лечение для пациентов со всей страны.

## Внешние ссылки
- Страница в фейсбуке